# غراهام كراوتش
غراهام كراوتش (بالإنجليزية: Graham Crouch) هو عداء مسافات طويلة أسترالي، ولد في 11 يناير 1948.

## وصلات خارجية
- غراهام كراوتش على موقع الاتحاد الدولي لألعاب القوى (الإنجليزية)
- غراهام كراوتش على موقع النتائج التاريخية لألعاب القوى الأسترالية (الإنجليزية)
- غراهام كراوتش على موقع أوليمبيديا (الإنجليزية)
- غراهام كراوتش على موقع اللجنة الأولمبية الأسترالية (الإنجليزية)
- غراهام كراوتش على موقع اتحاد ألعاب الكومنولث (مؤرشف) (الإنجليزية)